# Гранж-ла-Виль
Гранж-ла-Виль (фр. Granges-la-Ville) — коммуна во Франции, находится в регионе Франш-Конте. Департамент — Верхняя Сона. Входит в состав кантона Виллерсексель. Округ коммуны — Люр.
Код INSEE коммуны — 70276.

## География
Коммуна расположена приблизительно в 350 км к юго-востоку от Парижа, в 55 км северо-восточнее Безансона, в 32 км к востоку от Везуля.
По территории коммуны протекает река Се.

## Население
Население коммуны на 2010 год составляло 214 человек.
| 1962 | 1968 | 1975 | 1982 | 1990 | 1999 | 2010 |
| ---- | ---- | ---- | ---- | ---- | ---- | ---- |
| 193  | 212  | 221  | 186  | 188  | 197  | 214  |

## Администрация
| Период | Период | Фамилия        | Партия | Примечания |
| ------ | ------ | -------------- | ------ | ---------- |
| 2001   | 2008   | Жан Галлан     |        |            |
| 2008   | 2014   | Даниель Брюшон |        |            |

## Экономика
В 2010 году среди 131 человека трудоспособного возраста (15—64 лет) 79 были экономически активными, 52 — неактивными (показатель активности — 60,3 %, в 1999 году было 69,4 %). Из 79 активных жителей работали 73 человека (41 мужчина и 32 женщины), безработных было 6 (5 мужчин и 1 женщина). Среди 52 неактивных 13 человек были учениками или студентами, 18 — пенсионерами, 21 были неактивными по другим причинам.

## Фотогалерея

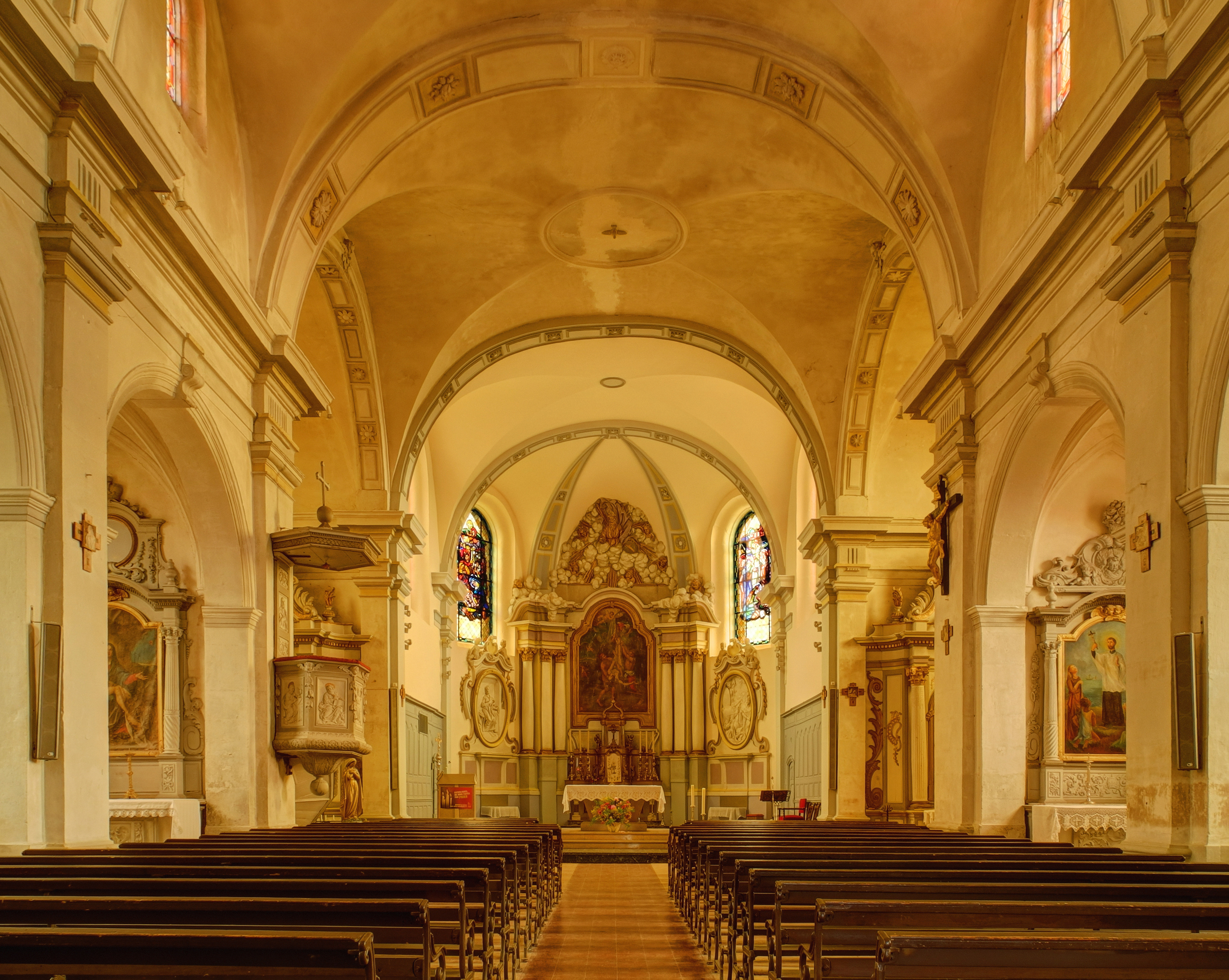
Интерьер церкви
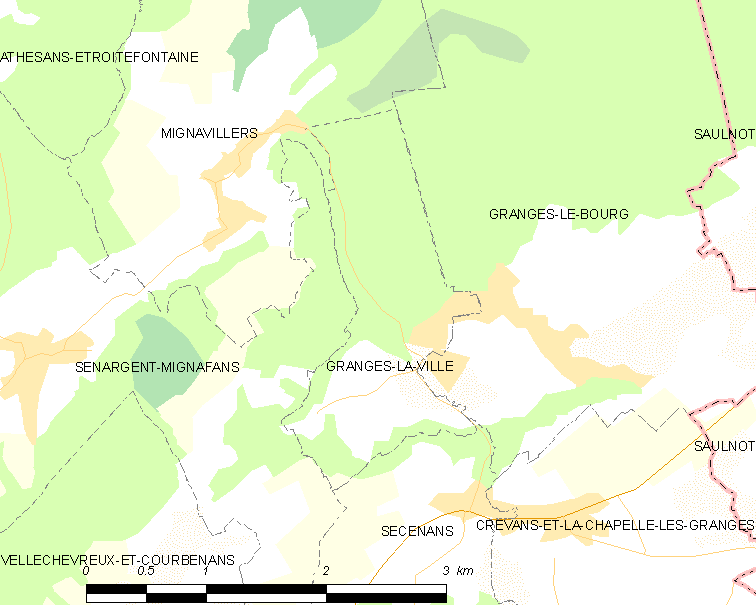
Карта коммуны